# Syngnathus schmidti
Syngnathus schmidti és una espècie de peix de la família dels singnàtids i de l'ordre dels singnatiformes.

## Morfologia
- Els mascles poden assolir 11 cm de longitud total.[4][5]

## Reproducció
És ovovivípar i el mascle transporta els ous en una bossa ventral, la qual es troba a sota de la cua.

## Alimentació
Menja principalment copèpodes (en especial, Acartia clausi, Pseudocalanus elongatus, Oithona nana i Pseudocalanus parvus).

## Hàbitat
És un peix pelàgic de clima temperat que viu entre 0-100 m de fondària.

## Distribució geogràfica
Es troba a la mar Negra i la Mar d'Azov.